# スリム&スラム
スリム&スラム（Slim & Slam）は、1930年代後半から1940年代前半にかけて結成されていたスリム・ゲイラード（ボーカル、ギター、ピアノを担当）と スラム・スチュワート （ベースとボーカルを担当）によるデュオである。
発表された曲はコミックソングが多く、その内「Flat Foot Floogie (with a Floy Floy)」「Cement Mixer (Puti Puti)」「The Groove Juice Special (Opera in Vout)」などの曲がヒットした。レコーディングには、チャーリー・パーカーなども参加していた。
リトル・リチャードの曲「Tutti Frutti」は、このデュオの曲「Tutti Frutti」をベースに作曲されている。